# Старое (Акатовское сельское поселение)
Старое — деревня в Гагаринском районе Смоленской области России. Входит в состав Акатовского сельского поселения. Население — 41 житель (2007). 
Расположена в северо-восточной части области в 8 км к востоку от Гагарина, в 7 км севернее автодороги М1 «Беларусь». В 3 км южнее деревни расположена железнодорожная станция Колесники на линии Москва — Минск. 

## История
В годы Великой Отечественной войны деревня была оккупирована гитлеровскими войсками в октябре 1941 года, освобождена в марте 1943 года. 